# Einar Zacke

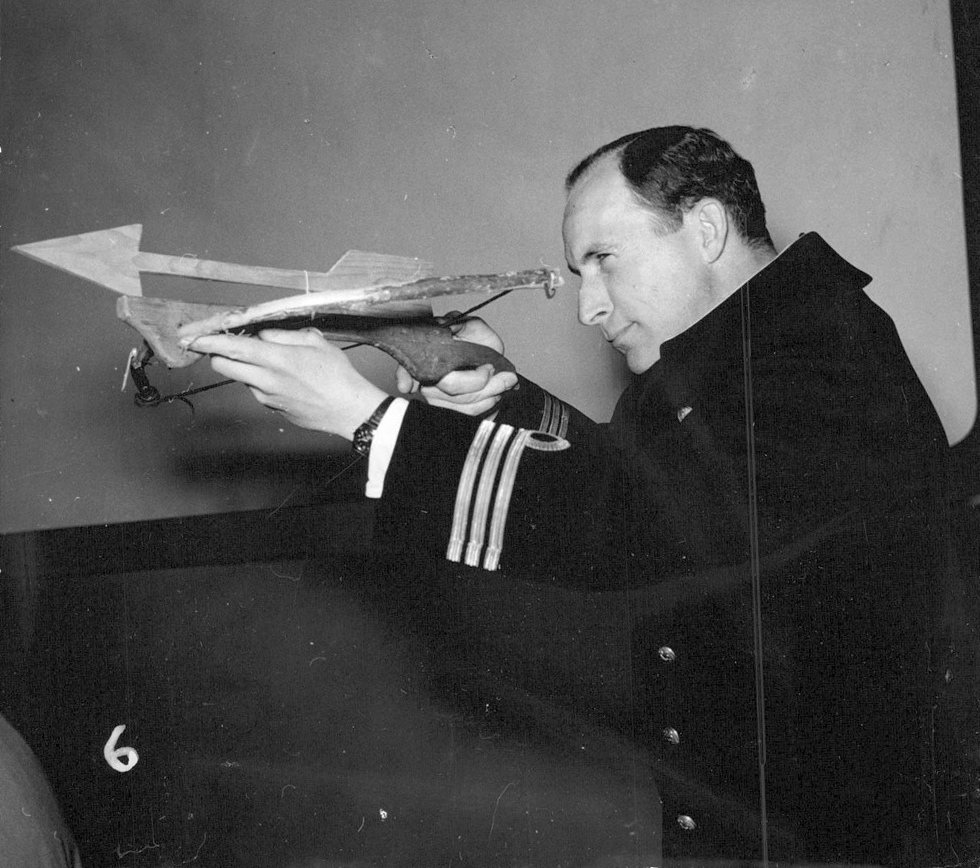
Einar Zacke granskar ett leksaksarmborst som lämnats in till marinlottornas utställning "Barnens värld".

Lars Einar Zacke, född 12 augusti 1907 i Kungsholms församling i Stockholm, död 11 oktober 1989 i Solna, var en svensk militär (kommendörkapten), översättare och manusförfattare. Han var även militär rådgivare för filmindustrin.
Einar Zacke var gift med Brita Zacke, född Hessner. Makarna är begravna på Solna kyrkogård.

## Filmmanus
- 1939 – Kadettkamrater
- 1943 – Sjövärnspojkar